# LAG3
Le LAG3, LAG-3 (pour « Lymphocyte-activation gene 3 ») ou CD223, est une protéine avec un rôle d'inhibiteur de point de contrôle. Son gène LAG3 est situé sur le chromosome 12 humain.

## Rôles
Le LAG3 se situe sur la paroi des lymphocytes T activés et sur celles des lymphocytes NK.
Il régule l'activité des lymphocytes CD4. Il se lie au complexe majeur d'histocompatibilité de classe II, permettant au mélanome d'être résistant à l'apoptose.

## Cible thérapeutique
L'expression du LAG3 sur la paroi des lymphocytes est fortement augmentée au niveau de plusieurs cancers.
Le relatimab est un anticorps monoclonal ciblant cette protéine. Utilisé en association avec le nivolumab, il permet une meilleure réponse au traitement en cas de mélanome avancé.